# Lijst van olympische medaillewinnaars bobsleeën
Bobsleeën is een van de sporten die op de Olympische Winterspelen worden beoefend. Deze pagina geeft de lijst van olympische medaillewinnaars in deze sport.

## Mannen

### Viermansbob
N.B. In 1924-1928 vier of vijf bemanningsleden
| Editie | Goud | Goud                                                                     | Zilver | Zilver                                                                 | Brons | Brons                                                                             |
| ------ | ---- | ------------------------------------------------------------------------ | ------ | ---------------------------------------------------------------------- | ----- | --------------------------------------------------------------------------------- |
| 1924   | SUI  | Eduard Scherrer Alfred Neveu Alfred Schläppi Heinrich Schläppi           | GBR    | Ralph Broome Thomas Arnold Alexander Richardson Rodney Soher           | BEL   | Charles Mulder René Mortiaux Paul Van den Broeck Victor Verschueren Henri Willems |
| 1928   | USA  | Billy Fiske Nion Tucker Geoffrey Mason Clifford Gray Richard Parke       | USA    | Jennison Heaton David Granger Lyman Hine Thomas Doe Jay O'Brien        | GER   | Hanns Kilian Hans Hess Sebastian Huber Valentin Krempl Hanns Nägle                |
| 1932   | USA  | Billy Fiske Eddie Eagan Clifford Gray Jay O'Brien                        | USA    | Henry Homburger Percy Bryant Paul Stevens Edmund Horton                | GER   | Hans Mehlhorn Max Ludwig Hanns Kilian Sebastian Huber                             |
| 1936   | SUI  | Pierre Musy Arnold Gartmann Charles Bouvier Joseph Beerli                | SUI    | Reto Capadrutt Hans Aichele Fritz Feierabend Hans Bütikofer            | GBR   | Frederick McEvoy James Cardno Guy Dugdale Charles Green                           |
| 1948   | USA  | Francis Tyler Patrick Martin Edward Rimkus William D'Amico               | BEL    | Max Houben Freddy Mansveld Louis-Georges Niels Jacques Mouvet          | USA   | James Bickford Thomas Hicks Donald Dupree William Dupree                          |
| 1952   | GER  | Andreas Ostler Friedrich Kuhn Lorenz Nieberl Franz Kemser                | USA    | Stanley Benham Patrick Martin Howard Crossett James Atkinson           | SUI   | Fritz Feierabend Albert Madörin André Filippini Stephan Waser                     |
| 1956   | SUI  | Franz Kapus Gottfried Diener Robert Alt Heinrich Angst                   | ITA    | Eugenio Monti Ulrico Girardi Renzo Alvera Renato Mocellini             | USA   | Arthur Tyler William Dodge Charles Butler James Lamy                              |
| 1964   | CAN  | Vic Emery Peter Kirby Douglas Anakin John Emery                          | AUT    | Erwin Thaler Adolf Koxeder Josef Nairz Reinhold Durnthaler             | ITA   | Eugenio Monti Sergio Siorpaes Benito Rigoni Gildo Siorpaes                        |
| 1968   | ITA  | Eugenio Monti Luciano De Paolis Roberto Zandonella Mario Armano          | AUT    | Erwin Thaler Reinhold Durnthaler Herbert Gruber Josef Eder             | SUI   | Jean Wicki Hans Candrian Willi Hofmann Walter Graf                                |
| 1972   | SUI  | Jean Wicki Edy Hubacher Hans Leutenegger Werner Camichel                 | ITA    | Nevio de Zordo Gianni Bonichon Adriano Frassinelli Corrado dal Fabbro  | FRG   | Wolfgang Zimmerer Peter Utzschneider Stefan Gaisreiter Walter Steinbauer          |
| 1976   | GDR  | Meinhard Nehmer Jochen Babock Bernhard Germeshausen Bernhard Lehmann     | SUI    | Erich Schärer Ulrich Bächli Rudolf Marti Josef Benz                    | FRG   | Wolfgang Zimmerer Peter Utzschneider Bodo Bittner Manfred Schumann                |
| 1980   | GDR  | Meinhard Nehmer Bogdan Musiol Bernhard Germeshausen Hans-Jürgen Gerhardt | SUI    | Erich Schärer Ulrich Bächli Rudolf Marti Josef Benz                    | GDR   | Horst Schönau Roland Wetzig Detlef Richter Andreas Kirchner                       |
| 1984   | GDR  | Wolfgang Hoppe Roland Wetzig Dietmar Schauerhammer Andreas Kirchner      | GDR    | Bernhard Lehmann Bogdan Musiol Ingo Voge Eberhard Weise                | SUI   | Silvio Giobellina Heinz Stettler Urs Salzmann Rico Freiermuth                     |
| 1988   | SUI  | Ekkehard Fasser Kurt Meier Marcel Fässler Werner Stocker                 | GDR    | Wolfgang Hoppe Dietmar Schauerhammer Bogdan Musiol Ingo Voge           | URS   | Jānis Ķipurs Guntis Osis Juris Tone Vladimir Kozlov                               |
| 1992   | AUT  | Ingo Appelt Harald Winkler Gerhard Haidacher Thomas Schroll              | GER    | Wolfgang Hoppe Bogdan Musiol Axel Kühn Rene Hannemann                  | SUI   | Gustav Weder Donat Acklin Lorenz Schindelholz Curdin Morell                       |
| 1994   | GER  | Harald Czudaj Karsten Brannasch Olaf Hampel Alexander Szelig             | SUI    | Gustav Weder Donat Acklin Kurt Meier Domenico Semeraro                 | GER   | Wolfgang Hoppe Ulf Hielscher Rene Hannemann Carsten Embach                        |
| 1998   | GER  | Christoph Langen Markus Zimmermann Marco Jakobs Olaf Hampel              | SUI    | Marcel Rohner Markus Nüssli Markus Wasser Beat Seitz                   | FRA   | Bruno Mingeon Emmanuel Hostache Eric Le Chanony Max Robert                        |
| 1998   | GER  | Christoph Langen Markus Zimmermann Marco Jakobs Olaf Hampel              | SUI    | Marcel Rohner Markus Nüssli Markus Wasser Beat Seitz                   | GBR   | Sean Olsson Dean Ward Courtney Rumbolt Paul Attwood                               |
| 2002   | GER  | André Lange Enrico Kühn Kevin Kuske Carsten Embach                       | USA    | Todd Hays Randy Jones Bill Schuffenhauer Garrett Hines                 | USA   | Brian Shimer Mike Kohn Doug Sharp Dan Steele                                      |
| 2006   | GER  | André Lange Kevin Kuske René Hoppe Martin Putze                          | RUS    | Aleksandr Zoebkov Aleksej Vojevoda Aleksej Selivjorstov Filipp Jegorov | SUI   | Martin Annen Cedric Grand Thomas Lamparter Beat Hefti                             |
| 2010   | USA  | Steven Holcomb Steve Mesler Curtis Tomasevicz Justin Olsen               | GER    | André Lange Kevin Kuske Alexander Rödiger Martin Putze                 | CAN   | Lyndon Rush David Bissett Lascelles Brown Chris le Bihan                          |
| 2014   | LAT  | Oskars Melbārdis Daumants Dreiškens Arvis Vilkaste Jānis Strenga         | USA    | Steven Holcomb Curtis Tomasevicz Steven Langton Christopher Fogt       | GBR   | John James Jackson Bruce Tasker Stuart Benson Joel Fearon                         |
| 2018   | GER  | Francesco Friedrich Candy Bauer Martin Grothkopp Thorsten Margis         | GER    | Nico Walther Kevin Kuske Alexander Rödiger Eric Franke                 |       |                                                                                   |
| 2018   | GER  | Francesco Friedrich Candy Bauer Martin Grothkopp Thorsten Margis         | KOR    | Won Yun-jong Jun Jung-lin Seo Young-woo Kim Dong-hyun                  |       |                                                                                   |
| 2022   | GER  | Francesco Friedrich Thorsten Margis Candy Bauer Alexander Schüller       | GER    | Johannes Lochner Florian Bauer Christopher Weber Christian Rasp        | CAN   | Justin Kripps Ryan Sommer Cam Stones Ben Coakwell                                 |

| Land   | Goud | Zilver | Brons | Tot. |
| ------ | ---- | ------ | ----- | ---- |
| GER    | 7    | 4      | 3     | 14   |
| SUI    | 5    | 5      | 5     | 15   |
| USA    | 4    | 5      | 3     | 12   |
| GDR    | 3    | 2      | 1     | 6    |
| ITA    | 1    | 2      | 1     | 4    |
| AUT    | 1    | 2      | 0     | 3    |
| CAN    | 1    | 0      | 2     | 3    |
| LAT    | 1    | 0      | 0     | 1    |
| GBR    | 0    | 1      | 3     | 4    |
| BEL    | 0    | 1      | 1     | 2    |
| KOR    | 0    | 1      | 0     | 1    |
| RUS    | 0    | 1      | 0     | 1    |
| FRG    | 0    | 0      | 2     | 2    |
| FRA    | 0    | 0      | 1     | 1    |
| URS    | 0    | 0      | 1     | 1    |
| Totaal | 23   | 24     | 22    | 67   |

Meervoudige medaillewinnaars
Achtendertig mannen wonnen ten minste twee medailles. Vijf mannen wonnen drie of meer medailles, hieronder ten minste een gouden medaille.
| Succesvolste (minimaal 1-1-1) |
| --- |
| 2-2-0 Kevin Kuske 2-1-0 André Lange 2-0-0 Billy Fiske 2-0-0 Clifford Gray 2-0-0 Bernhard Germeshausen 2-0-0 Meinhard Nehmer 2-0-0 Olaf Hampel 2-0-0 Candy Bauer 2-0-0 Francesco Friedrich 2-0-0 Thorsten Margis 1-3-0 Bogdan Musiol 1-2-1 / Wolfgang Hoppe 1-1-1 Eugenio Monti |

### Tweemansbob
| Editie | Goud | Goud                                  | Zilver | Zilver                                     | Brons | Brons                               |
| ------ | ---- | ------------------------------------- | ------ | ------------------------------------------ | ----- | ----------------------------------- |
| 1932   | USA  | Hubert Stevens Curtis Stevens         | SUI    | Reto Capadrutt Oscar Geier                 | USA   | John Heaton Robert Minton           |
| 1936   | USA  | Ivan Brown Alan Washbond              | SUI    | Fritz Feierabend Joseph Beerli             | USA   | Gilbert Colgate Richard Lawrence    |
| 1948   | SUI  | Felix Endrich Friedrich Waller        | SUI    | Fritz Feierabend Paul Eberhard             | USA   | Frederick Fortune Schuyler Carron   |
| 1952   | GER  | Andreas Ostler Lorenz Nieberl         | USA    | Stanley Benham Patrick Martin              | SUI   | Fritz Feierabend Stephan Waser      |
| 1956   | ITA  | Lamberto Dalla Costa Giacomo Conti    | ITA    | Eugenio Monti Renzo Alvera                 | SUI   | Max Angst Harry Warburton           |
| 1964   | GBR  | Anthony Nash Robin Dixon              | ITA    | Sergio Zardini Romano Bonagura             | ITA   | Eugenio Monti Sergio Siorpaes       |
| 1968   | ITA  | Eugenio Monti Luciano De Paolis       | FRG    | Horst Floth Pepi Bader                     | ROU   | Ion Panturu Nicolae Neagoe          |
| 1972   | FRG  | Wolfgang Zimmerer Peter Utzschneider  | FRG    | Horst Floth Pepi Bader                     | SUI   | Jean Wicki Edy Hubacher             |
| 1976   | GDR  | Meinhard Nehmer Bernhard Germeshausen | FRG    | Wolfgang Zimmerer Manfred Schumann         | SUI   | Erich Schärer Josef Benz            |
| 1980   | SUI  | Erich Schärer Josef Benz              | GDR    | Bernhard Germeshausen Hans-Jürgen Gerhardt | GDR   | Meinhard Nehmer Bogdan Musiol       |
| 1984   | GDR  | Wolfgang Hoppe Dietmar Schauerhammer  | GDR    | Bernhard Lehmann Bogdan Musiol             | URS   | Zintis Ekmanis Vladimir Aleksandrov |
| 1988   | URS  | Jānis Ķipurs Vladimir Kozlov          | GDR    | Wolfgang Hoppe Bogdan Musiol               | GDR   | Bernhard Lehmann Mario Hoyer        |
| 1992   | SUI  | Gustav Weder Donat Acklin             | GER    | Rudolf Lochner Markus Zimmermann           | GER   | Christoph Langen Günther Eger       |
| 1994   | SUI  | Gustav Weder Donat Acklin             | SUI    | Reto Götschi Guido Acklin                  | ITA   | Günther Huber Stefano Ticci         |
| 1998   | CAN  | Pierre Lueders David MacEachern       |        |                                            | GER   | Christoph Langen Markus Zimmermann  |
| 1998   | ITA  | Günther Huber Antonio Tartaglia       |        |                                            | GER   | Christoph Langen Markus Zimmermann  |
| 2002   | GER  | Christoph Langen Markus Zimmermann    | SUI    | Christian Reich Steve Anderhub             | SUI   | Martin Annen Beat Hefti             |
| 2006   | GER  | André Lange Kevin Kuske               | CAN    | Pierre Lueders Lascelles Brown             | SUI   | Martin Annen Beat Hefti             |
| 2010   | GER  | André Lange Kevin Kuske               | GER    | Thomas Florschütz Richard Adjei            | RUS   | Aleksandr Zoebkov Aleksej Vojevoda  |
| 2014   | SUI  | Beat Hefti Alex Baumann               | USA    | Steven Holcomb Steven Langton              | LAT   | Oskars Melbārdis Daumants Dreiskens |
| 2018   | CAN  | Justin Kripps Alexander Kopacz        |        |                                            | LAT   | Oskars Melbārdis Jānis Strenga      |
| 2018   | GER  | Francesco Friedrich Thorsten Margis   |        |                                            | LAT   | Oskars Melbārdis Jānis Strenga      |
| 2022   | GER  | Francesco Friedrich Thorsten Margis   | GER    | Johannes Lochner Florian Bauer             | GER   | Christoph Hafer Matthias Sommer     |

| Land   | Goud | Zilver | Brons | Tot. |
| ------ | ---- | ------ | ----- | ---- |
| GER    | 6    | 3      | 3     | 12   |
| SUI    | 5    | 5      | 6     | 16   |
| ITA    | 3    | 2      | 2     | 7    |
| GDR    | 2    | 3      | 2     | 7    |
| USA    | 2    | 2      | 3     | 7    |
| CAN    | 2    | 1      | 0     | 3    |
| FRG    | 1    | 3      | 0     | 4    |
| URS    | 1    | 0      | 1     | 2    |
| GBR    | 1    | 0      | 0     | 1    |
| LAT    | 0    | 0      | 2     | 2    |
| ROU    | 0    | 0      | 1     | 1    |
| RUS    | 0    | 0      | 1     | 1    |
| Totaal | 23   | 19     | 21    | 63   |

Meervoudige medaillewinnaars
| Succesvolste (minimaal 1-0-2) | 3 medailles                                |
| --- | ------------------------------------------ |
| 2-0-0 Donat Acklin 2-0-0 Gustav Weder 2-0-0 Kevin Kuske 2-0-0 André Lange 2-0-0 Francesco Friedrich 2-0-0 Thorsten Margis 1-1-1 Eugenio Monti 1-1-0 Wolfgang Zimmerer 1-1-0 Bernhard Germeshausen 1-1-0 Wolfgang Hoppe 1-1-0 Pierre Lueders 1-1-1 Markus Zimmermann 1-0-2 Christoph Langen 1-0-2 Beat Hefti | 0-2-1 Fritz Feierabend 0-2-1 Bogdan Musiol |

## Vrouwen

### Monobob
| Editie | Goud | Goud              | Zilver | Zilver              | Brons | Brons              |
| ------ | ---- | ----------------- | ------ | ------------------- | ----- | ------------------ |
| 2022   | USA  | Kaillie Humphries | USA    | Elana Meyers Taylor | CAN   | Christine de Bruin |

| Land   | Goud | Zilver | Brons | Tot. |
| ------ | ---- | ------ | ----- | ---- |
| USA    | 1    | 1      | 0     | 2    |
| CAN    | 0    | 0      | 1     | 1    |
| Totaal | 1    | 1      | 1     | 3    |

### Tweemansbob
| Editie | Goud | Goud                                         | Zilver | Zilver                              | Brons | Brons                                |
| ------ | ---- | -------------------------------------------- | ------ | ----------------------------------- | ----- | ------------------------------------ |
| 2002   | USA  | Jill Bakken Vonetta Flowers                  | GER    | Sandra Prokoff Ulrike Holzner       | GER   | Susi Erdmann Nicole Herschmann       |
| 2006   | GER  | Sandra Kiriasis-Prokoff Anja Schneiderheinze | USA    | Shauna Rohbock Valerie Fleming      | ITA   | Gerda Weissensteiner Jennifer Isacco |
| 2010   | CAN  | Kaillie Humphries Heather Moyse              | CAN    | Helen Upperton Shelley-Ann Brown    | USA   | Erin Pac Elana Meyers                |
| 2014   | CAN  | Kaillie Humphries Heather Moyse              | USA    | Elana Meyers Lauryn Williams        | USA   | Jamie Greubel Aja Evans              |
| 2018   | GER  | Mariama Jamanka Lisa Buckwitz                | USA    | Elana Meyers Taylor Lauren Gibbs    | CAN   | Kaillie Humphries Phylicia George    |
| 2022   | GER  | Laura Nolte Deborah Levi                     | GER    | Mariama Jamanka Alexandra Burghardt | USA   | Elana Meyers Taylor Sylvia Hoffmann  |

| Land   | Goud | Zilver | Brons | Tot. |
| ------ | ---- | ------ | ----- | ---- |
| GER    | 3    | 2      | 1     | 6    |
| CAN    | 2    | 1      | 1     | 4    |
| USA    | 1    | 3      | 3     | 7    |
| ITA    | 0    | 0      | 1     | 1    |
| Totaal | 6    | 6      | 6     | 18   |

Meervoudige medaillewinnaars
| Succesvolste                                                                                       | Meervoudige                  |
| -------------------------------------------------------------------------------------------------- | ---------------------------- |
| 2-0-1 Kaillie Humphries 2-0-0 Heather Moyse 1-1-0 Sandra (Kiriasis-) Prokoff 1-1-0 Mariama Jamanka | 0-2-2 Elana Meyers (-Taylor) |

## Clean sweeps
In onderstaand overzicht staan alle onderdelen waarop een land het volledige podium in beslag nam.
| Spelen | Onderdeel       | NOC | Goud                                | Zilver                         | Brons                           |
| ------ | --------------- | --- | ----------------------------------- | ------------------------------ | ------------------------------- |
| 2022   | Tweemansbob (m) | GER | Francesco Friedrich Thorsten Margis | Johannes Lochner Florian Bauer | Christoph Hafer Matthias Sommer |

Chamonix 1924 · St. Moritz 1928 · Lake Placid 1932 · Garmisch-Partenkirchen 1936 · St. Moritz 1948 · Oslo 1952 · Cortina d'Ampezzo 1956 · Innsbruck 1964 · Grenoble 1968 · Sapporo 1972 · Innsbruck 1976 · Lake Placid 1980 · Sarajevo 1984 · Calgary 1988 · Albertville 1992 · Lillehammer 1994 · Nagano 1998 · Salt Lake City 2002 · Turijn 2006 · Vancouver 2010 · Sotsji 2014 · Pyeongchang 2018 · Peking 2022 
Lijst van olympische medaillewinnaars